# Rudaux (cráter)
Rudaux es un cráter de impacto del planeta Marte situado al suroeste de Renaudot, al norte de Schöner, al
noreste de Quenisset y al sureste de Moreux, a 38.3° norte y 50.9° este. El impacto causó un boquete de 107 kilómetros de diámetro. El nombre fue aprobado en 1973 por la Unión Astronómica Internacional, en honor al astrónomo francés Lucien Rudaux (1874-1947).